# Médecine en Grèce antique

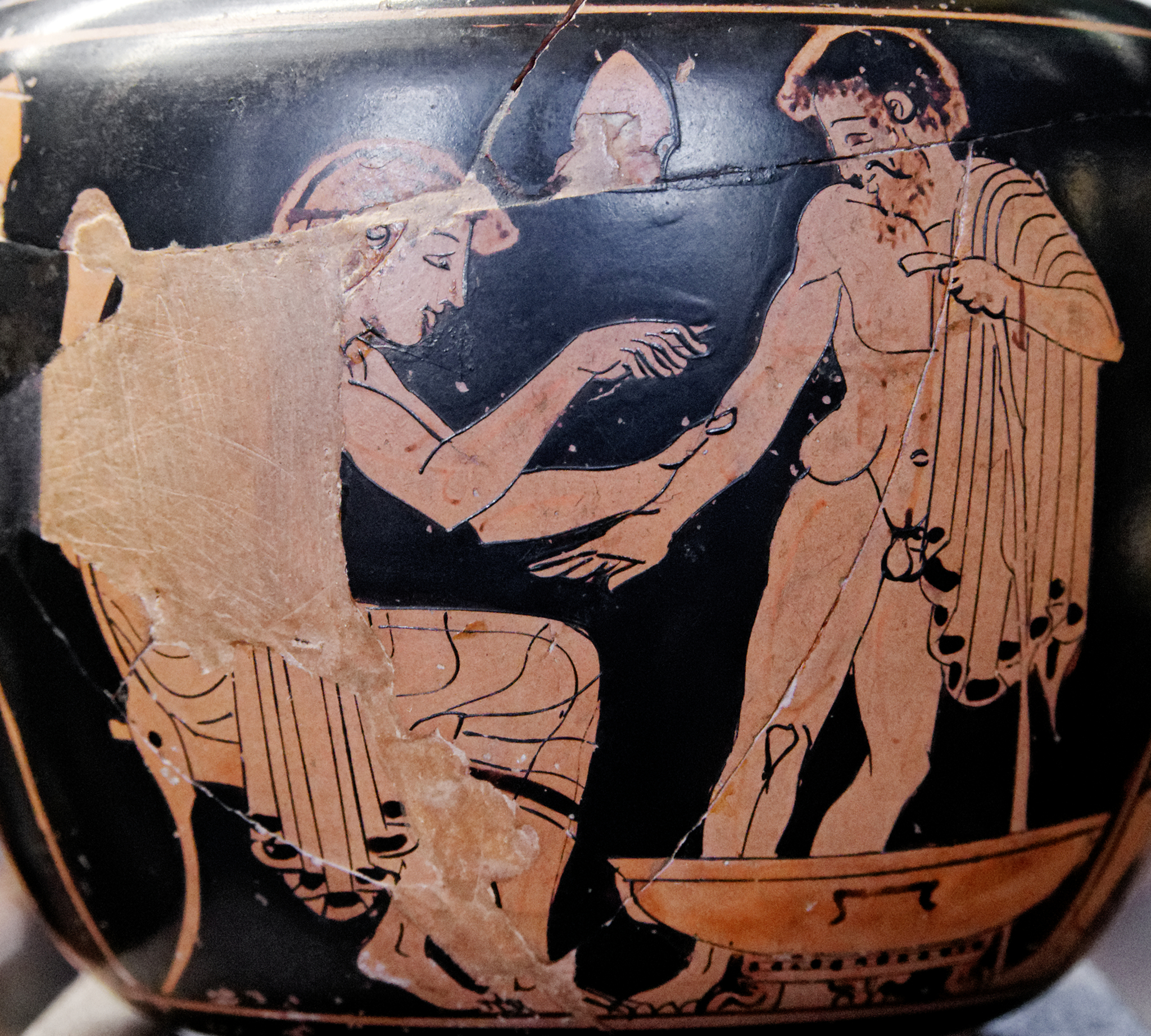
Plus ancienne représentation connue d’une consultation médicale : médecin pratiquant une saignée sur un patient. Aryballe à figures rouges du Peintre de la Clinique, v. 480-470 av. J.-C. Musée du Louvre.

La théorie médicale des premiers Grecs prolonge la conception indo-européenne des « trois médecines » étudiée par Emile Benveniste (Le vocabulaire des institutions indo-européennes, Paris, 1969) : « par la formule, par la plante, par le couteau ». Elle a suivi l'évolution de la société héroïque des proto-hellènes, puis de la cité classique stabilisée, enfin de l'oecumène. La médecine en Grèce antique est plus connue à partir de l'époque homérique. Elle connaît un nouvel essor dans une société complexe au Ve siècle av. J.-C. avec Hippocrate.

## Médecine et épopée

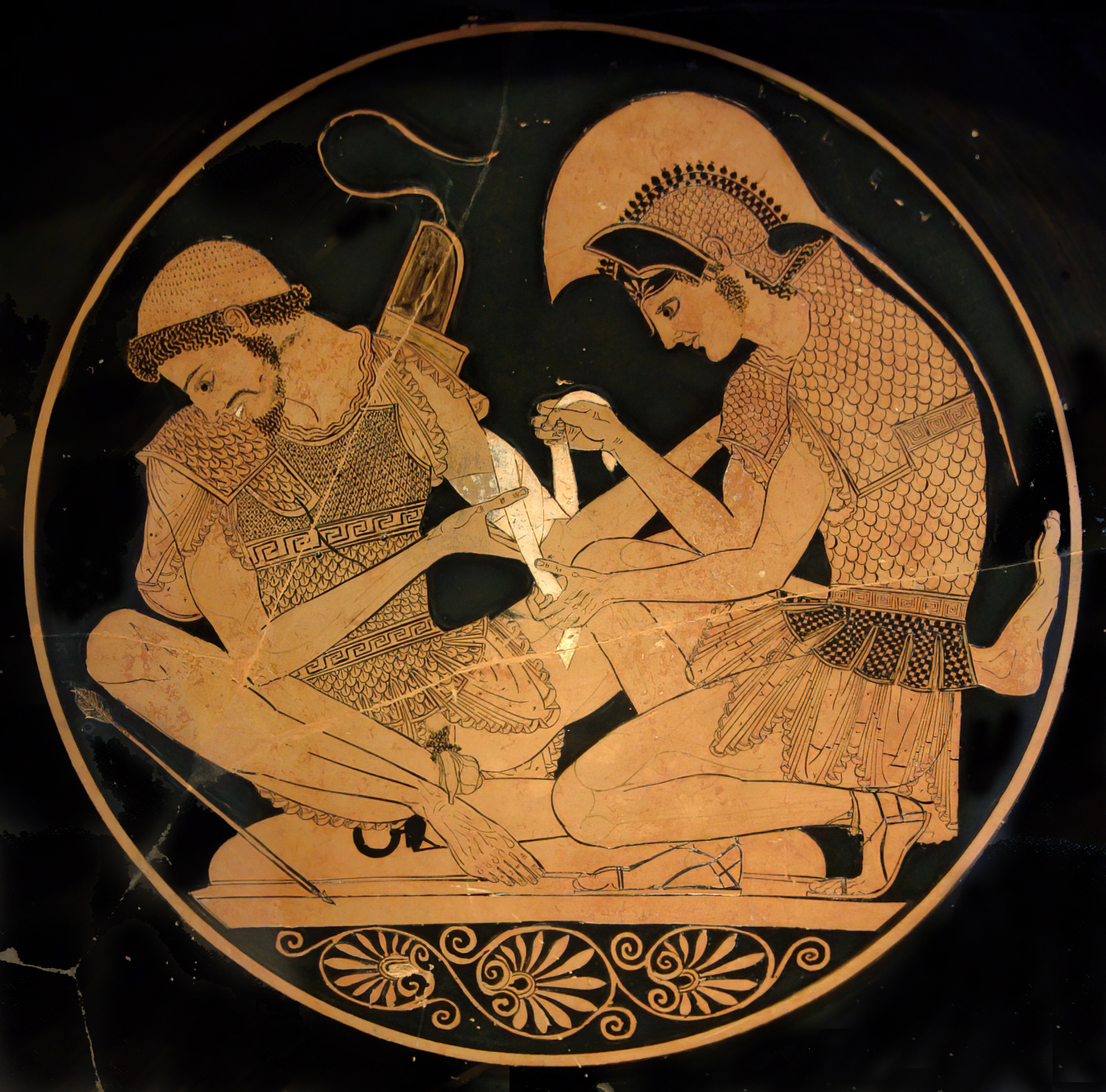
Achille pansant Patrocle, kylix à figures rouges du Peintre de Sosias, v. 500 av. J.-C., Altes Museum (F 2278)

L’Iliade cite pour médecins les guerriers achéens Machaon et Podalire, deux fils d'Asclépios, dieu de la médecine, ainsi que le dieu Péan, médecin des dieux. Le premier est chargé notamment de soigner Ménélas, atteint d'une flèche. Il commence par examiner (ἰδεῖν / ideĩn, littéralement « voir ») le malade puis retire la flèche, déshabille le blessé, suce le sang de la plaie et applique des médicaments (φάρμακα / phármaka) sur lesquels nous n'avons pas de précision, si ce n'est qu'ils ont été offerts par le centaure Chiron à Asclépios, lequel les a transmis à Machaon.
La médecine est déjà reconnue comme un art à part entière : « Un médecin, à lui tout seul, vaut beaucoup d'hommes », déclare Idoménée à propos de Machaon — formule qui deviendra proverbiale. L’Iliade accordant davantage d’importance à Machaon qu'à Podalire, les commentateurs anciens ont suggéré qu'Homère voyait en Machaon un chirurgien, son frère étant simple médecin : son nom viendrait de μάχαιρα / mákhaira, « couteau ». Péan soigne de même Hadès, atteint d'une flèche lancée par Héraclès : il répand sur la plaie des médicaments (pharmaka) dont on précise cette fois qu'ils sont analgésiques.
L’Odyssée connaît des médecins de profession : le porcher Eumée cite le médecin (ἰατήρ / iatếr, littéralement « celui qui soigne ») comme faisant partie des « artisans qui rendent service à tous », à l'instar du couvreur ou de l'aède, mais aussi du devin. Ailleurs, le poète rend hommage à la science médicinale des Égyptiens, qu'il qualifie de « fils de Péan ».

## Médecine et religion

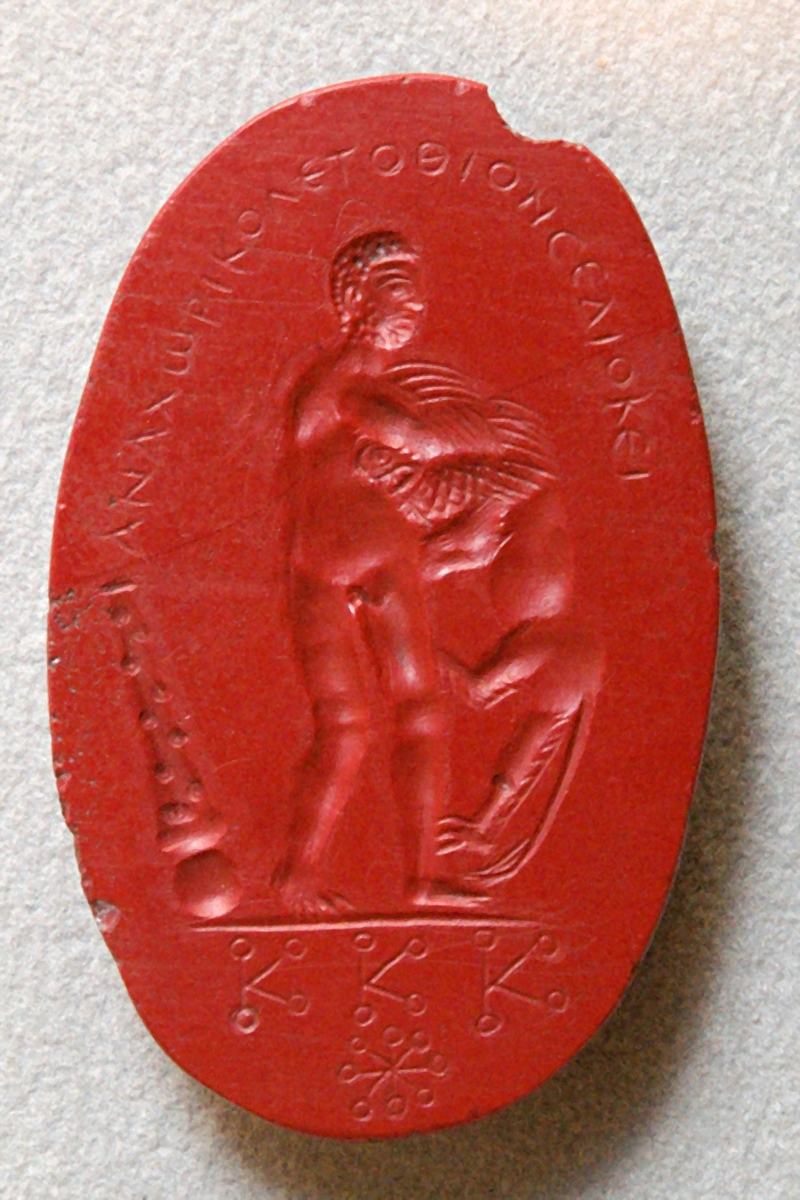
Intaille magique en jaspe rouge avec Héraclès et l’inscription « Va-t’en, bile, la divinité te poursuit », Cabinet des médailles, Bibliothèque nationale de France.

Beaucoup de Grecs font reposer la guérison sur des pratiques magiques ou religieuses. De manière générale, les cultes guérisseurs ont pour caractéristique d'être situés hors des villes : développés de manière tardive, ils s'implantent à la marge. Ainsi, Asclépios est d'abord vénéré à Trikka, en Thessalie, puis en pleine campagne près d'Épidaure. À Corinthe comme à Athènes, Délos ou Cos, le dieu s'installe à l'écart de l'agglomération. La visite au sanctuaire nécessite donc une excursion. Autre caractéristique, les sanctuaires sont souvent liés à une source ou une rivière dont les eaux possèdent des vertus bienfaisantes.
La plupart du temps, le dieu guérisseur agit par « incubation » : c'est le cas d'Asclépios à Épidaure ou Athènes, ou d'Amphiaraos à Oropos et Thèbes. Le rituel commence pour le malade par un bain de purification, suivi par un sacrifice relativement modeste et donc accessible à tous. À Épidaure, le patient doit également entonner un péan en l'honneur d'Apollon et d'Asclépios. Ensuite, le pèlerin s'endort sous le portique sacré (ἄϐατον / ábaton) — au moins à Oropos, Pergame et Épidaure, chaque sexe possède son propre portique. Les plus chanceux bénéficient pendant leur sommeil d'une apparition du dieu ; en touchant la partie malade du corps, celui-ci la guérit. Le dieu peut également se contenter de dicter au patient une liste de médicaments que celui-ci s'empressera de se procurer une fois réveillé.
Les stèles retrouvées à Épidaure, sortes d'ex-voto, montrent qu'Asclépios guérit toutes sortes de maladies : il traite les ulcères et guérit la maladie de la pierre tout autant qu'il rend la vue aux aveugles. « Il y en aurait eu bien plus », commente Diogène Laërce au sujet d'une autre divinité guérisseuse, « si elles avaient été offertes par ceux qui n'ont pas été sauvés. » Sans doute les patients non guéris attribuaient-ils cet échec au caractère insondable de la volonté du dieu.

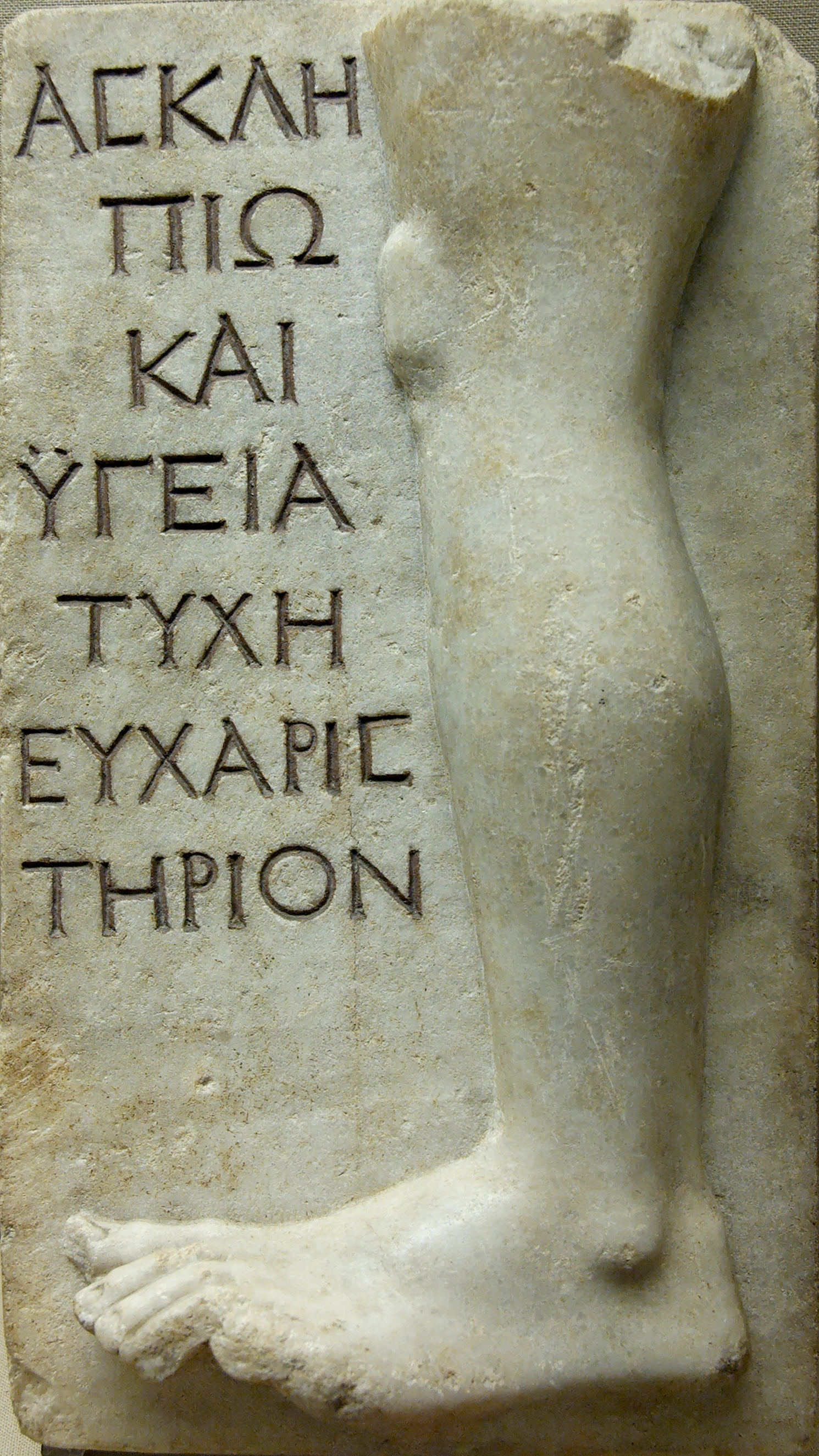
Relief votif dédié à Asclépios et Hygie en remerciement de la guérison d'une jambe, v. 100-200 ap. J.-C., British Museum.

Le traitement n'est pas gratuit : ainsi, à Oropos, le sanctuaire réclame une ἐπαρχή / eparkhế ou taxe de consultation à tout visiteur désirant se faire soigner. Une fois son dû acquitté – une drachme béotienne au début du IVe siècle av. J.-C., ce dernier reçoit une lamelle de plomb avec l'inscription : « sanctuaire d'Amphiaraos – santé » –, qui lui sert de ticket d'entrée. Un néocore (sacristain) surveille les patients pour qu’ils ne resquillent pas.
Certaines des « ordonnances » dictées par le dieu ont été conservées et permettent de mieux comprendre les guérisons attestées par les ex-voto. D'abord, il faut souligner que le rituel mêle savamment suggestion et mise en scène. Ensuite, le dieu ordonne généralement des remèdes simples (cataplasmes, tisanes) et prodigue des conseils d'hygiène de vie : nécessité de faire de l'exercice (sport et promenade), régulation du régime alimentaire. Enfin, le volet religieux à proprement parler est généralement assorti d'une véritable cure thermale, comprenant bains et frictions. À Oropos, où aucun témoignage de guérison ne nous est parvenu, les instruments médicaux découverts témoignent de la pratique de la chirurgie.
Les troubles mentaux sont également guéris par des pratiques cathartiques. Ainsi, le chœur dans l’Hippolyte porte-couronne d'Euripide distingue trois types d'« égarement ». L'un est de type panique (associé à Pan), l'autre de type lunatique (associé à Hécate, déesse lunaire), le dernier enfin est associé à Cybèle et aux Corybantes. Hippocrate lui-même reprend ce type de considérations, avec un effort supplémentaire de typologie, dans Du mal sacré. La cure consiste généralement en une danse rituelle au son d'une musique dans le mode phrygien.
En l'espèce, ce n'est pas le rituel qui est adapté à la maladie mais l'inverse : si le malade réagit aux rituels de tel dieu, c'est bien que son mal était envoyé par ce dieu. En l'absence de réaction, on passe au dieu suivant. Aristophane, dans Les Guêpes, illustre bien l'indifférence des Grecs à la nature du traitement : l'important, c'est qu'il soit efficace. Ainsi, le jeune Bdélycléon essaie de traiter son père successivement par une cure hippocratique (bains et purge), un passage par les Corybantes (traitement par l'hypnose) puis par une nuit dans le sanctuaire d'Épidaure.

## Médecine scientifique
La première école de médecine grecque a ouvert ses portes à Cnide en 700 av. J.-C. Alcméon de Crotone, auteur du premier traité d'anatomie, a travaillé dans cette école, et c'est ici que la pratique de l'observation des patients trouve son origine. Hippocrate a établi sa propre école de médecine à Cos. En dépit de leur respect bien connus pour la médecine égyptienne, les tentatives pour discerner une quelconque influence de l’Égypte sur la pratique grecque à ce stade précoce de l’histoire n'ont pas abouti de façon probante en raison du manque de sources et de la difficulté de comprendre l’ancienne terminologie médicale. Il est clair, toutefois, que les Grecs ont emprunté aux égyptiens certaines substances de leur pharmacopée, et l'influence devient plus prononcée après la mise en place d'une école de médecine grecque à Alexandrie.
La médecine grecque, bien que pragmatique et fondée sur l’observation n’échappait pas aux présupposés idéologiques des doctrines de l’époque et notamment à la théorie aritotélicienne des quatre éléments qui inspirera la théorie hippocratique des humeurs qui constituera le cadre doctrinaire de son école.

### Aristote

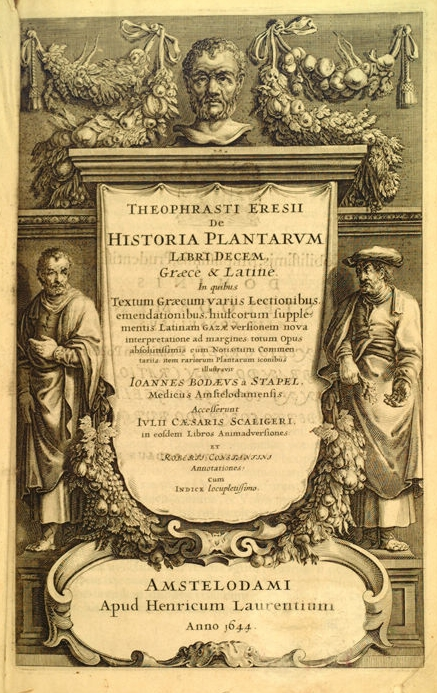
Frontispice d’une version de 1644 de l’édition étendue et illustrée de l’Historia plantarum (vers 1200), qui a été écrite aux environs de 200 av. J.-C.

Aristote, le philosophe de la  Grèce antique a été le penseur le plus influent du monde européen depuis l’Antiquité classique jusqu’à la fin du Moyen Âge. Bien que le point de départ de son travail sur la philosophie naturelle soit purement spéculatif, les derniers écrits d’Aristote sur la biologie montraient un grand intérêt pour l’empirisme, le lien de causalité en biologie et la diversité de la vie. Aristote n'a cependant pas réalisé d’expérimentation, estimant que les faits observés montraient leur véritable nature dans leur environnement naturel, plutôt que dans une reconstitution artificielle. Alors que dans le domaine de la physique et de la chimie, cette hypothèse est devenue largement obsolète, ce n’est pas le cas en zoologie et en éthologie, où les travaux d’Aristote « conservent un intérêt réel ». Il a formulé d'innombrables observations sur la nature, en particulier les habitudes et les caractéristiques des plantes et des animaux vivant autour de lui, il a consacré une attention considérable à leur classement. Au total, Aristote a classé 540 espèces animales et en a disséqué au moins 50.
Aristote croyait qu’un grand dessein guidait tous les processus naturels. Cette vue téléologique a donné à la cause d’Aristote des raisons pour interpréter les données observées comme l'expression d'une conception formelle, par exemple en suggérant que dans la nature il n’existait aucun animal qui portait à la fois des cornes et des défenses, car cela n’aurait eu aucune utilité, et que la nature donnait généralement à ses créatures des facultés limitées à ce qui était strictement nécessaire. De la même façon, Aristote croyait que les créatures étaient organisées selon une échelle de perfection croissante partant des plantes pour atteindre son maximum avec l'homme : la scala naturae ou « la grande chaîne du vivant ».
Il jugeait que le niveau de perfection d'une créature se traduisait dans son apparence, mais n’était pas prédéterminé par cette apparence. Pourtant, un autre aspect de sa biologie divise les âmes en trois groupes : une âme végétative, responsable de la reproduction et de la croissance, une âme sensible, responsable de la mobilité et de la sensation, et une âme raisonnable, capable de pensée et de réflexion. Il a attribué la première seulement aux plantes, les deux premières aux animaux et toutes les trois à l'homme. Aristote, contrairement aux philosophes précédents, comme les Égyptiens, a placé l'âme rationnelle dans le cœur, plutôt que dans le cerveau. À noter la distinction faite par Aristote entre la sensation et la pensée, qui allait généralement contre les idées des philosophes antérieurs, à l'exception d’Alcméon de Crotone. Théophraste, le successeur d’Aristote au Lycée a écrit une série de livres sur la botanique la – Historia plantarum - qui demeurent, même au Moyen Âge, la contribution à la botanique la plus importante de l'Antiquité. Beaucoup de noms inventés par Théophraste sont encore utilisés dans les temps modernes, tels que carpos pour les fruits et pericarpion pour l’enveloppe des graines. Plutôt que de se concentrer sur les causes formelles, comme Aristote l'avait fait, Théophraste a proposé un système mécaniste, établissant des analogies entre les processus naturels et artificiels et s'appuyant sur le concept d’Aristote de la cause efficiente. Théophraste a également reconnu le rôle du sexe dans la reproduction de certaines plantes supérieures, bien que cette dernière découverte ait été perdue dans les époques postérieures,. Les concepts biologiques ou téléologiques d'Aristote et Théophraste, ainsi que l’accent mis par eux sur une série d’axiomes plutôt que sur l'observation empirique, ont eu un impact qu’on ne peut ignorer sur la médecine hippocratique puis la médecine occidentale.

### L'apport hippocratique

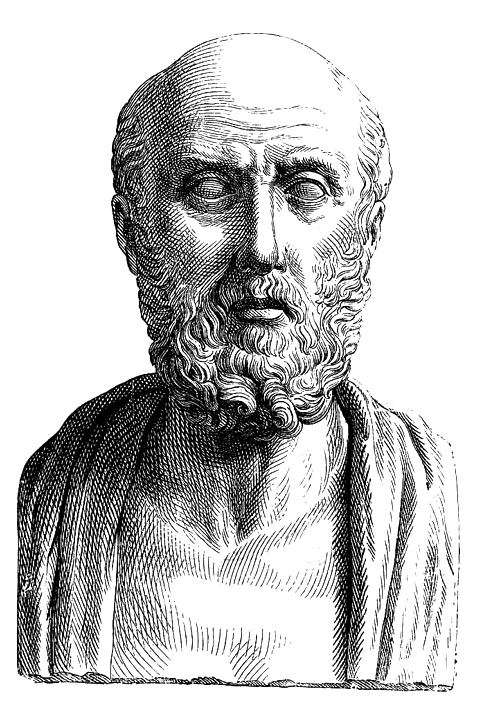
Hippocrate

Le développement scientifique de la médecine grecque est traditionnellement attribué à Hippocrate de Cos, médecin du Ve siècle av. J.-C. On lui rattache un ensemble de traités, le Corpus hippocratique, bien qu’il n'ait vraisemblablement écrit aucun d'entre eux. Portant sur des sujets variés comme la gynécologie ou la chirurgie, ils s'étalent en effet de la fin du Ve siècle jusqu'à l'époque hellénistique : on estime généralement qu'il s'agit d'une bibliothèque d'école de médecine.
Le Corpus hippocratique contient les principaux textes médicaux de cette école. Bien qu’on ait cru initialement qu’il avait été écrit par Hippocrate lui-même, aujourd'hui, de nombreux chercheurs pensent que ces textes ont été écrits par une série d'auteurs sur plusieurs décennies. Comme il est impossible de déterminer quels sont les textes qui ont été écrits par Hippocrate lui-même, il est difficile de savoir quelles sont les doctrines dont Hippocrate a été à l'origine.
L'existence du Serment d'Hippocrate implique que cette médecine « hippocratique » a été pratiquée par un groupe de médecins professionnel lié (au moins entre eux) par un strict code éthique. Les étudiants payaient normalement une taxe pour leur formation (des exceptions étaient prévues pour la fixation du montant) et entrait dans une relation quasi familiale avec son professeur. Cette formation comprenait quelques cours théoriques et sans doute une expérience pratique comme assistant du professeur, depuis que le serment a posé le principe que l'étudiant sera en relation avec les patients. Le serment impose aussi des limites à ce que le médecin peut ou ne peut pas faire (« même si on me le demande, je ne prescrirai pas un médicament mortel ») et donne un aperçu étonnant de l'existence d'une autre catégorie de professionnels spécialistes, peut-être des chirurgiens (« Je laisserai effectuer cette opération par des praticiens, spécialistes de cet art »).
L'enseignement qui ressort du Corpus hippocratique apporte trois innovations qui marqueront durablement la médecine occidentale.

#### Observation et raisonnement

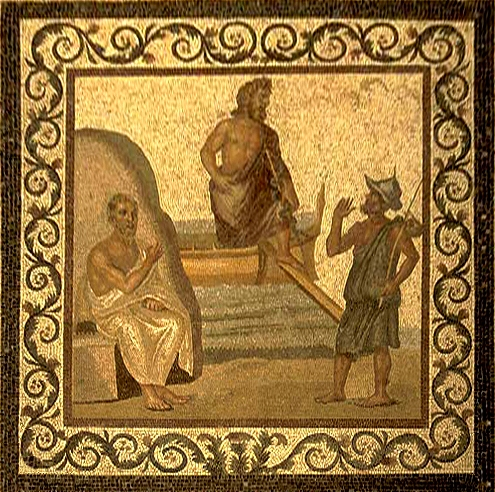
Hippocrate accueillant avec un habitant de Cos le dieu Asclépios, mosaïque du ou du IIIe siècle, musée de Cos

Premièrement, Hippocrate écarte les considérations religieuses. Ainsi, l'auteur de Sur la maladie sacrée entreprend de montrer que l'épilepsie, appelée alors « maladie sacrée », n'est pas « plus divine ou plus sacrée que n'importe quelle autre maladie. » Sa preuve est simple : la maladie ne s'en prend qu'aux « flegmatiques » (cf. ci-dessous la théorie des humeurs) or, si la maladie était véritablement une visitation divine, tous devraient pouvoir en être atteints. « Toutes les maladies sont divines et toutes sont humaines », conclut l'auteur. Si le traité Du régime reconnaît l'importance des rêves, c'est pour les considérer — en partie — comme des symptômes liés à l'état physiologique du patient : si ce dernier fait des cauchemars à répétition, cela peut témoigner d'un désordre mental. Toutefois, le corpus hippocratique n'est pas totalement exempt de considérations irrationnelles : dans le même traité, l'auteur considère que le rêve est la manifestation symbolique d'un diagnostic que l'âme, pendant le sommeil, pose sur le corps qu'elle habite. Ainsi fait-il se rejoindre oniromancie et médecine.
La médecine hippocratique est donc fondée, de manière générale, sur l'observation et le raisonnement. Les Épidémiques comprennent ainsi des séries d'observations quotidiennes effectuées par le médecin sur son patient : il commence par décrire précisément les symptômes puis observe jour après jour l'état général (calme, agitation) en veille et pendant le sommeil. Son examen porte aussi sur l'état de la langue, l'urine et les selles. Un effort de rationalisation est fait : on distingue fièvre continue, fièvre quotidienne, fièvre tierce ou quarte suivant le rythme observé dans les poussées de fièvre.

#### Un cadre théorique
Deuxièmement, l'enseignement hippocratique tente de se donner un cadre théorique. Le plus connu est la théorie des humeurs (bile jaune, bile noire ou atrabile, phlegme ou lymphe et sang), dont le déséquilibre cause maladie physique mais aussi trouble psychique. Œuvre de Polybe, gendre et disciple d'Hippocrate, cette théorie sera répandue ensuite par Galien. On sait que d'autres attribuent la cause des maladies aux déséquilibres entre le chaud et le froid, le sec et l'humide dans le corps ; on cite également d'autres humeurs : sang, bile, eau et phlegme, par exemple. Cependant, d'autres auteurs comme ceux de Sur l'ancienne médecine ou Sur la nature de l'homme mettent en garde contre toute tentation de simplification excessive : pour eux, le médecin doit avant tout agir et réfléchir de manière empirique.
Outre la recherche des grandes causes des maladies, les médecins hippocratiques s'intéressent à des problèmes de nature plutôt théorique, comme la croissance biologique (comment l'alimentation aboutit-elle à une croissance du corps ?) et la reproduction (comment la semence peut-elle donner naissance à un être complet ?). Sur un plan plus pratique, ils étudient le fonctionnement du corps humain, faisant ainsi considérablement progresser l'anatomie. Pour ce faire, ils se fondent surtout sur des connaissances cliniques : ainsi, la connaissance des os et des tendons se fonde probablement sur l'étude des entorses et autres luxations. Les médecins recourent également, dès cette époque, à la dissection, mais la pratique reste très marginale.

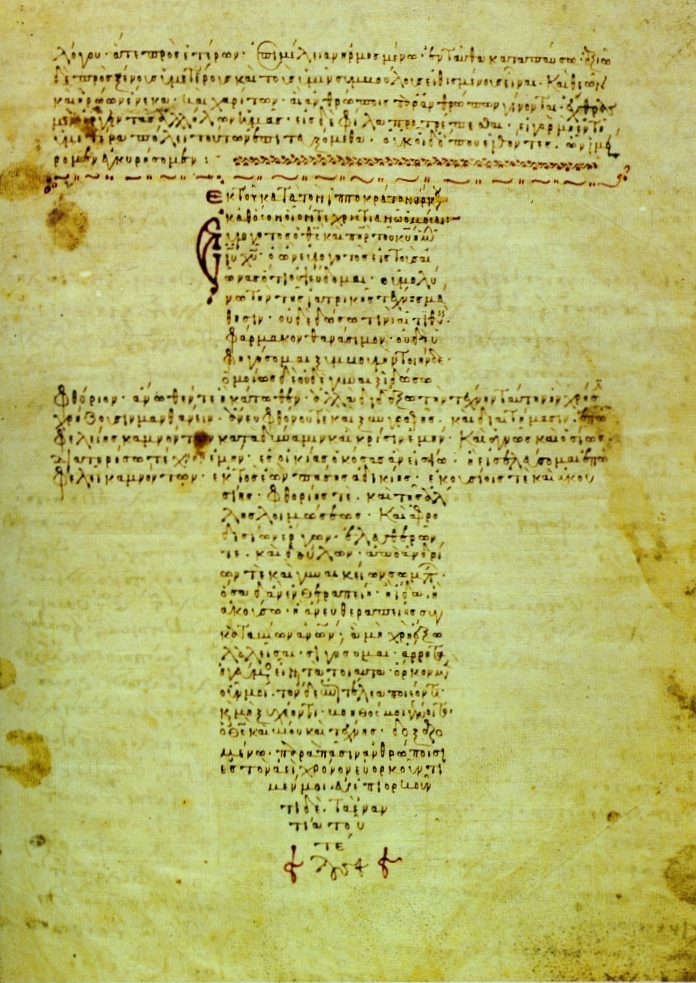
Le Serment d'Hippocrate sur un manuscrit byzantin du XIIe siècle, Bibliothèque vaticane

#### Une déontologie
Enfin, l'enseignement hippocratique repose sur une véritable déontologie médicale, exprimée dans les traités Sur l'ancienne médecine, Sur la bienséance, Sur le médecin, les Préceptes et surtout le célèbre Serment d'Hippocrate, qui commence ainsi :

« Je jure par Apollon, médecin, par Esculape, par Hygie et Panacée, par tous les dieux et toutes les déesses, les prenant à témoin que je remplirai, suivant mes forces et ma capacité, le serment et l'engagement suivant. (…)
Je dirigerai le régime des malades à leur avantage, suivant mes forces et mon jugement, et je m'abstiendrai de tout mal et de toute injustice. Je ne remettrai à personne du poison, si on m'en demande, ni ne prendrai l'initiative d'une pareille suggestion ; semblablement, je ne remettrai à aucune femme un pessaire abortif. Je passerai ma vie et j'exercerai mon art dans l'innocence et la pureté… »

Les médecins hippocratiques soignent tous les malades, les personnes libres comme les esclaves, les riches comme les pauvres, les hommes comme les femmes, les citoyens comme les étrangers. « Là où est l'amour des hommes, là est aussi l'amour de l'art », déclare l'un des aphorismes d'Hippocrate.

### La médecine hellénistique

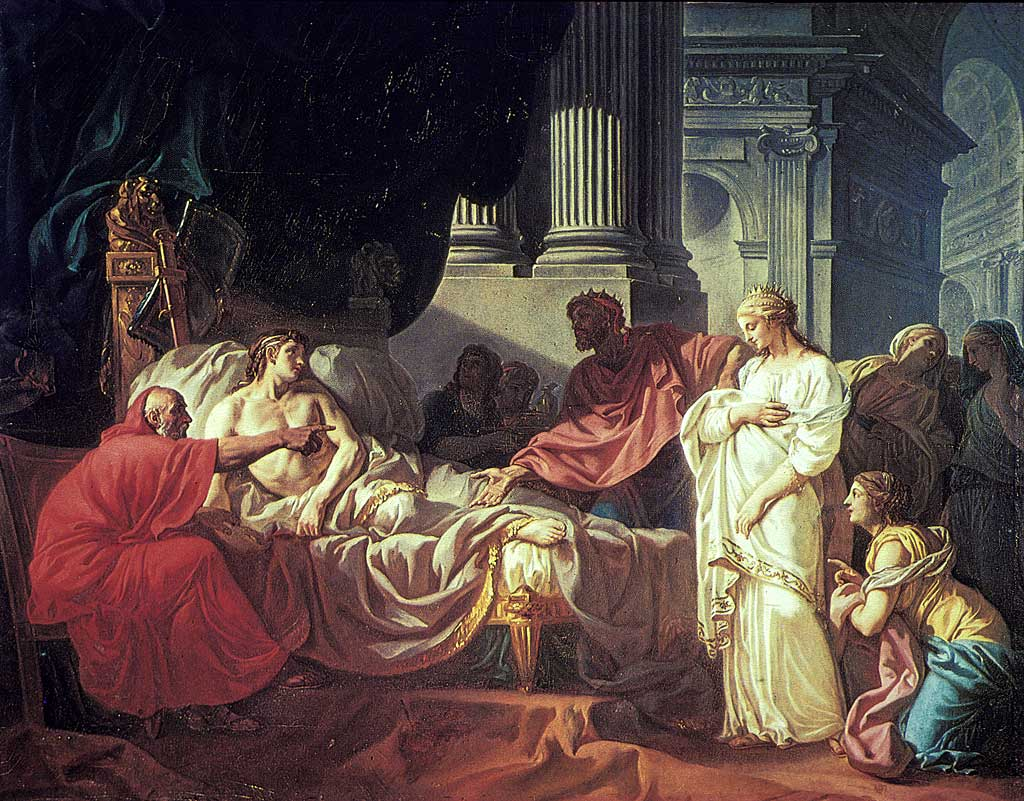
Erasistrate comprend pourquoi Antiochus est malade
Tableau de Jacques-Louis David 1774

Après Théophraste, le Lycée n’a plus produit d’œuvre originale. Bien que l'intérêt pour les idées d'Aristote soit demeuré intact, elles étaient généralement admises aveuglément et sont restées figées. Ce n’est qu'à l'époque hellénistique, sous la Dynastie des Ptolémées que la biologie va progresser à nouveau. Alexandrie devient la capitale de la médecine. Les premiers enseignants en médecine de cette période sont  Hérophile de Chalcédoine et  Erasistrate de Céos. Leur principale innovation a été l'introduction de la pratique de la dissection, allant ainsi à l'encontre des pratiques religieuses prohibant l'ouverture du corps. Dans son traité Sur les dissections, Hérophile décrit le cerveau et l'identifie, contre l'opinion d'Aristote, comme le centre de l’intelligence et du système nerveux dont il avait compris le rôle dans la motricité et la sensation. Il distingue les principaux ventricules et décrit le calamus scriptorius (fossette du plancher du quatrième ventricule), les « concaténations chorioïdes » (les méninges) et le « pressoir » (le confluent des sinus, que l'on appellera ensuite en son honneur le torcular Herophili). Il fait la cartographie des veines et des nerfs et de leur trajet dans le corps. Hérophile s'intéresse également à l'anatomie de l'œil et du cœur. Il a fait également la distinction entre les veines et les artères, en notant que ces dernières présentent une pulsation tandis que les premières n’en ont pas. Il l'a découvert par une expérience qui consistait à sectionner certaines artères et veines du cou chez porcs jusqu'à l’arrêt de l’écoulement. Dans le même ordre d'idées, il a développé une technique de  diagnostic qui faisait appel à la distinction entre différents types de pouls.
Erasistrate établi une relation entre la complexité accrue de la surface du cerveau humain par rapport à d'autres animaux et son intelligence supérieure. Il a parfois réalisé des expériences pour mener à bien ses recherches et il lui est arrivé de peser à plusieurs reprises un oiseau en cage, en prenant note de la perte de poids entre les périodes d'alimentation. Poursuivant les travaux de son maître sur la respiration, il a affirmé que le système des vaisseaux sanguins du corps humain était contrôlé par le vide, en faisant des prélèvements sanguins à différents endroits du corps. Selon la physiologie d’Erasistrate, l'air pénètre dans l'organisme, est ensuite conduit par les poumons vers le cœur, où il est transformé en esprit vital, et est ensuite pompé par les artères dans tout le corps. Une partie de cet esprit vital atteint le cerveau, où il est transformé en esprit animal, qui est ensuite distribué par les nerfs.
Afin de mieux connaître l'anatomie interne, Hérophile et  Érasistrate ont même pratiqué la vivisection. D'après le témoignage du médecin romain Celse, tous deux examinent la conformation des organes de criminels encore vivants, mis à leur disposition par le roi. La science anatomique reste malgré tout limitée puisque Hérophile, semble-t-il, soutient que les nerfs optiques sont creux.

### Galien

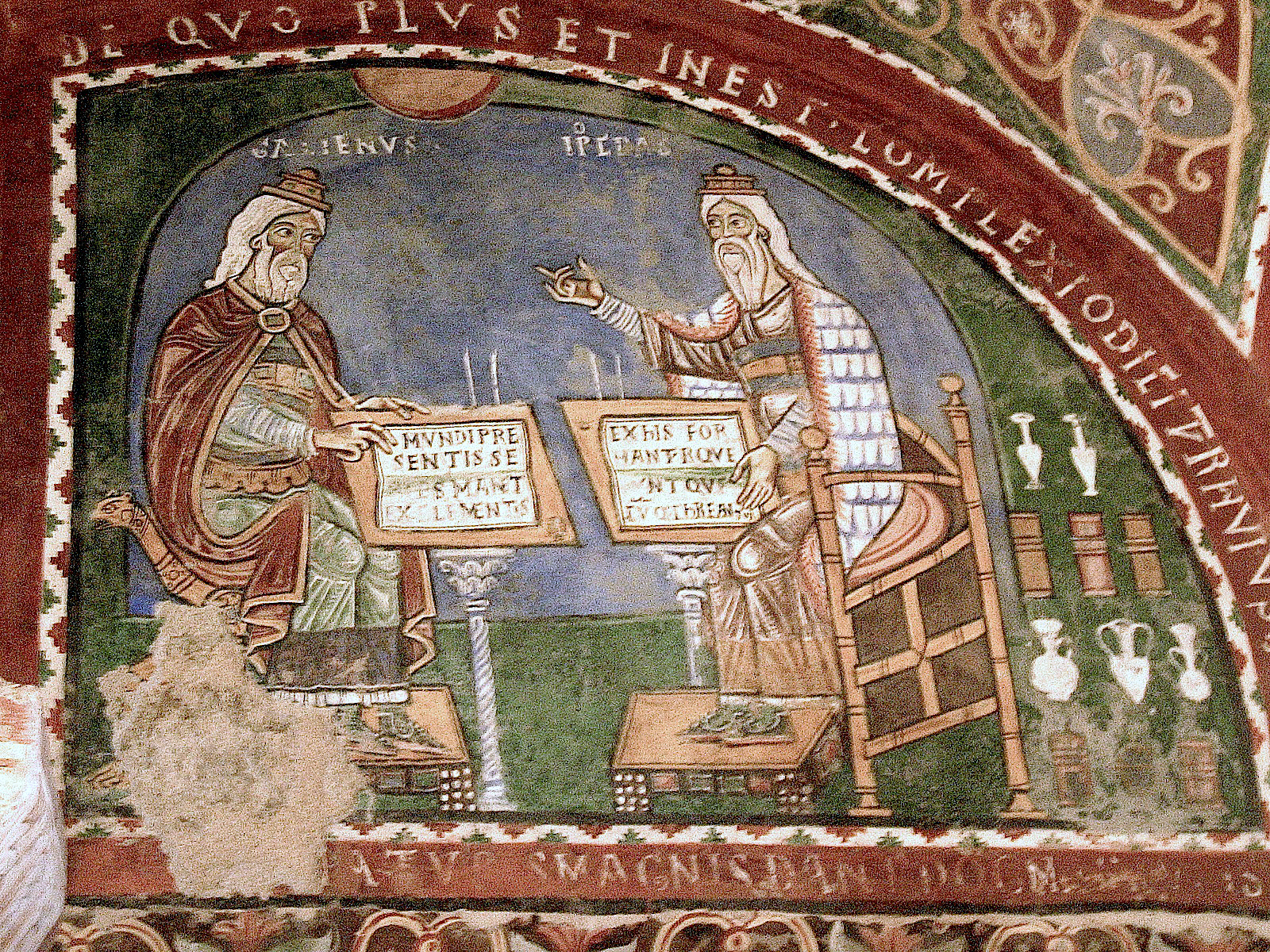
Fresque médiévale représentant Galien et Hippocrate, Anagni

Né à Pergame en 131, Galien suit des études de médecine à Smyrne, Corinthe et Alexandrie. Pendant quatre ou cinq ans, il exerce auprès de gladiateurs et acquiert une expérience pratique des traumatismes profonds. Après un bref séjour à Rome, il acquiert une telle renommée qu'il est appelé par Marc Aurèle et Lucius Verus comme chirurgien des armées. Il devient ensuite médecin personnel de Commode et jouit de la faveur impériale jusqu'à la fin de sa carrière.
La tradition attribue à Galien un grand nombre de traités, dont seul un petit nombre a survécu. Au travers de ces derniers, il démontre une solide connaissance des travaux de ses prédécesseurs (Hippocrate, Hérophile, Érasistrate, Asclépiade) mais aussi de Platon et d'Aristote. Dans Que le meilleur médecin est aussi philosophe, il souligne la nécessité pour le médecin d'avoir une solide formation de logique et de biologie théorique. Il s'élève également contre la cupidité de ses collègues, dont la vocation médicale est motivée par l'appât du gain.
Ses dissections sur les animaux ont prolongé son savoir en anatomie guidé par un finalisme influencé par Platon. Sa thèse sur la circulation du sang fera longtemps autorité. Pour lui, le sang se forme dans le foie après digestion des aliments. Les artères contiennent du sang et non de l'air comme le pensait au Érasistrate. Le sang artériel, chargé des esprits vitaux, subit un mouvement rythmé qui correspond au pouls. Galien complète la théorie humorale d'Hippocrate. Il privilégie le cerveau et non le cœur.

### Postérité de la médecine grecque

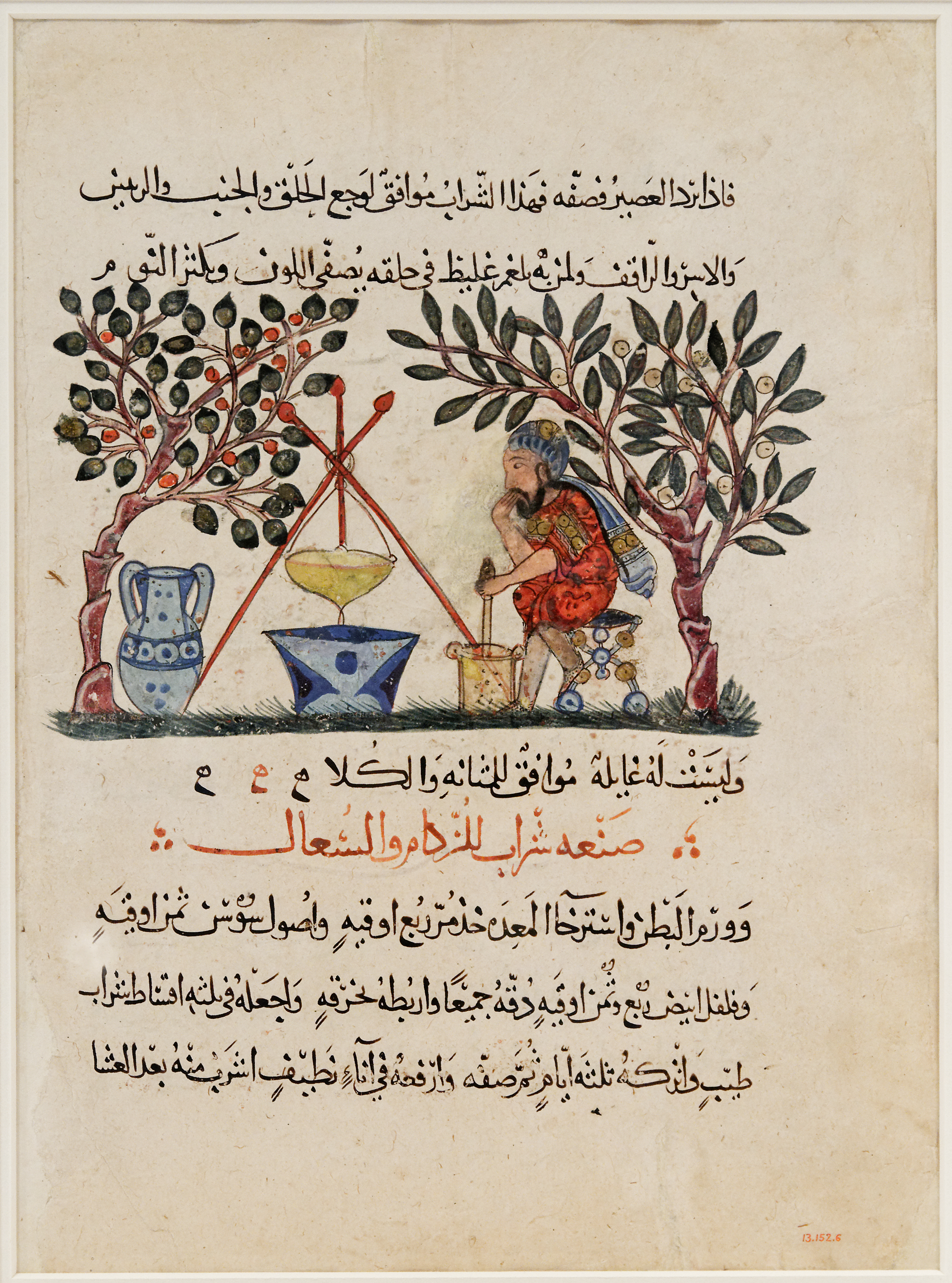
Médecin préparant un élixir sur une traduction arabe du De Materia medica de Dioscoride, Metropolitan Museum of Art

À travers un contact prolongé avec la culture grecque, et la conquête de la Grèce, les  Romains ont adopté un grand nombre des idées des grecs sur la médecine. Les réactions de l’Ancien Empire romain à la médecine grecque allaient de l'enthousiasme à l'hostilité, mais finalement les Romains ont adopté une attitude favorable à la médecine d'Hippocrate.
Cette acceptation a conduit à la propagation des théories médicales grecques dans tout l'Empire romain et donc, une grande partie de l'Occident. Après l'effondrement de l'Empire cependant, le soutien officiel de l’église catholique pour les enseignements de Galien en a fait la seule doctrine médicale politiquement acceptable jusqu'à la Renaissance. Ce soutien a été une des principales raisons de l'énorme impact de son enseignement, en dépit de leur valeur parfois douteuse. Par exemple, la théorie de la saignée a été populaire au XIXe siècle, en dépit de son inefficacité totale et du risque extrême qu’elle faisait courir au patient : de nombreuses personnes, y compris, peut être, George Washington, sont décédées des suites de ce traitement. La médecine est très importante dans la culture grecque, car un mode de vie saine était considéré comme un idéal prioritaire.
Les œuvres des grands médecins grecs ont pu être en grande partie préservées grâce à Oribase, médecin grec du IVe siècle apr. J.-C. qui a réuni dans sa monumentale synthèse, Collection médicale, les textes médicaux grecs les plus importants. À Alexandrie, au VIe siècle, a été constitué le corpus des Summaria Alexandrinorum, forme sous laquelle l'enseignement d'Hippocrate et de Galien a été transmis au Moyen Âge, d'abord aux Arabes, ensuite aux Occidentaux.
Bien que quelques précurseurs de l’atomisme dans l’Antiquité, tels que Lucrèce aient contesté le point de vue téléologique des idées d'Aristote sur la vie, la téléologie (et après la montée du christianisme, la théologie naturelle) restera au cœur de la pensée biologique jusqu'aux XVIIe et XIXe siècles. D’où les mots d’Ernst Mayr : « rien n’a été découvert qui eut une véritable conséquence sur la biologie après Lucrèce et Galien jusqu'à la Renaissance ». Les idées d’Aristote sur l'histoire naturelle et la médecine ont perduré, mais elles ont été admises aveuglément.

## Professions médicales

### Médecins

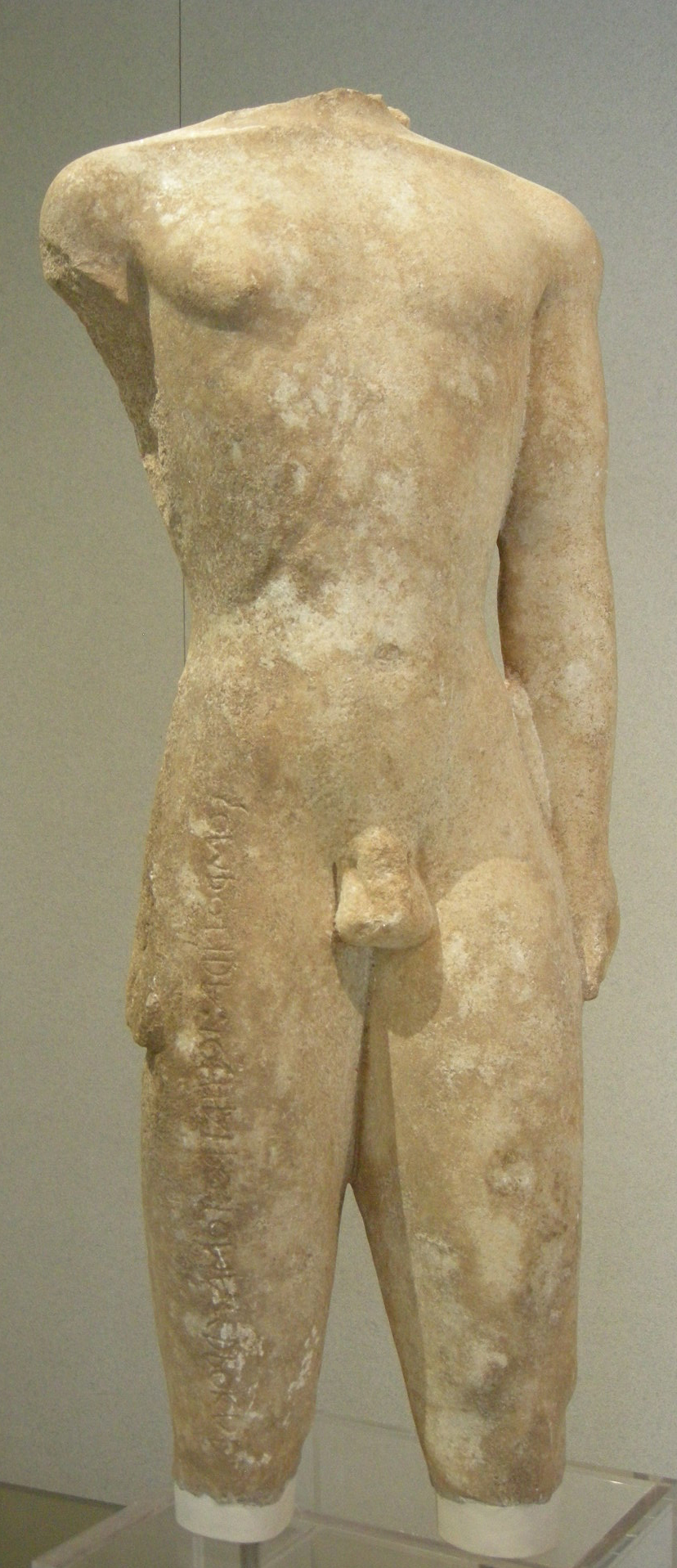
Plus ancienne mention épigraphique d'un médecin grec appelé Sômrotidas : inscription sur la cuisse d'un kouros de Megara Hyblaea, VIe siècle av. J.-C.

#### Médecins et charlatans
Les traités qui composent le Corpus hippocratique ne sont pas toujours rédigés par ce que nous appellerions un médecin. Aristote reconnaît ainsi trois catégories de personnes habilitées à parler de médecine : le praticien (δημιουργός / dêmiourgós), le professeur de médecine ou médecin savant (ἀρχιτεκτονικός / arkhitektonikós) et l'homme cultivé qui a étudié la médecine au cours de son cursus général. Les sophistes prétendent également pouvoir enseigner, entre autres disciplines, la médecine. Cependant, une distinction se fait jour, dans le Corpus hippocratique lui-même, entre d'une part le médecin et le profane (Sur l'ancienne médecine), d'autre part le médecin et le charlatan (Sur la maladie sacrée).
En effet, le titre de médecin ne fait l'objet d'aucun contrôle : n'importe qui peut s'établir comme tel. La démonstration de ses talents peut passer par une joute oratoire avec un confrère, mais le meilleur moyen de se constituer une clientèle passe par la pratique quotidienne et la notoriété. En effet, les Grecs ignorent le colloque singulier : le médecin n'est jamais seul avec le patient, que ce soit au cabinet ou en visite ; il intervient devant l'entourage et les éventuels curieux. Il arrive même qu'un confrère s'immisce dans une consultation pour fournir un diagnostic différent : « un malade paraît sans ressource et au médecin qui le soigne et aux autres personnes ; survient un second médecin qui déclare que le malade ne succombera pas, mais qu'il perdra la vue. » Un mauvais médecin n'est soumis à aucune autre sanction qu'une perte de réputation.

#### Formation

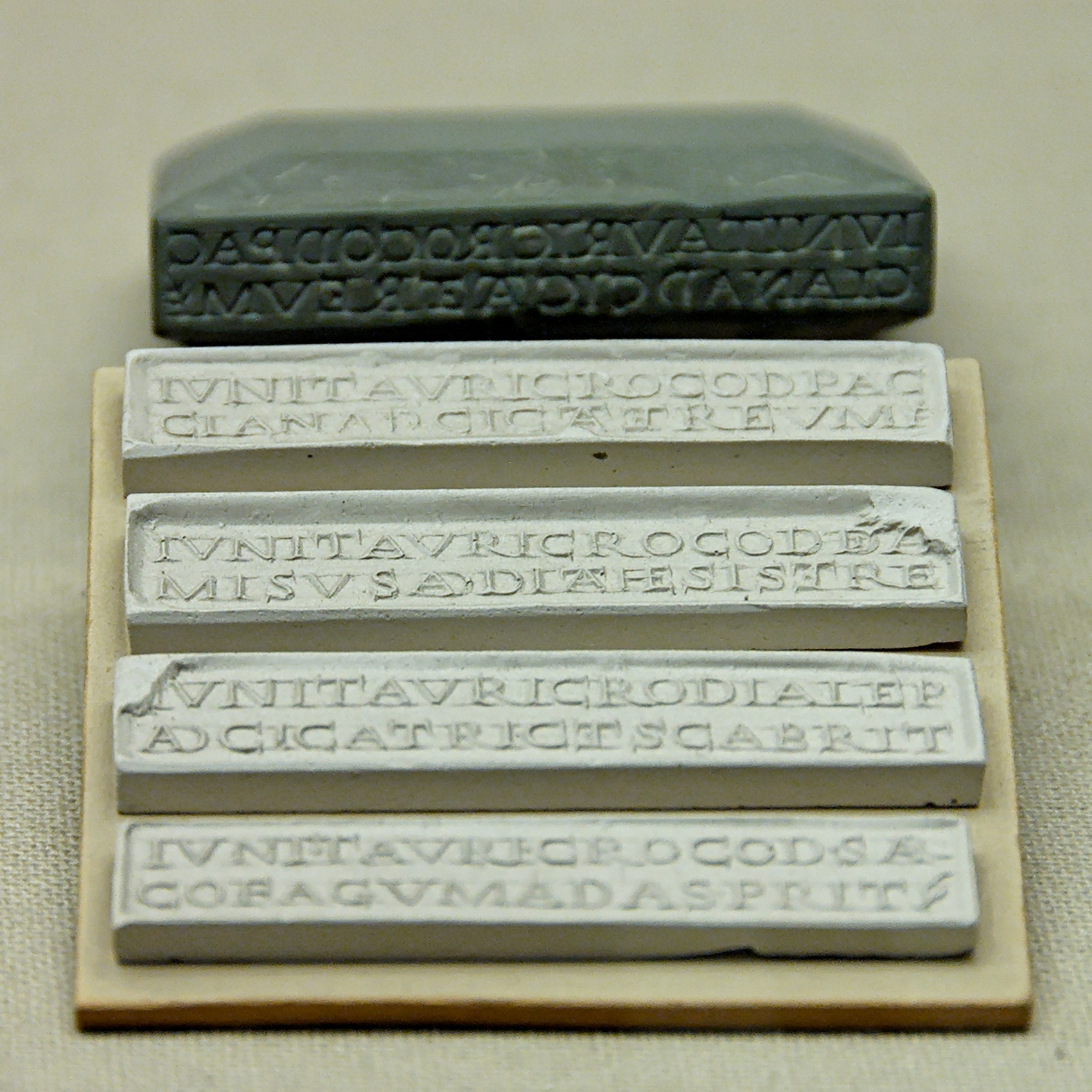
Timbre en pierre pour marquer des kollyria, modèle inscrit en latin mais comparable aux timbres grecs, Ier-IIIe siècle ap. J.-C., British Museum.

La formation des médecins se fait la plupart du temps par apprentissage. Les disciples apprennent l'art du diagnostic et du pronostic auprès de leur maître, de même que les actes médicaux : saignées, lavements par clystères, pose de ventouses mais aussi actes chirurgicaux comme la trépanation. D'autres choisissent un cursus plus théorique : ils voyagent dans tout le bassin méditerranéen, fréquentant les différentes écoles de médecine. Ceux qui complètent leur cursus par l'étude des pratiques magiques ne sont pas rares. Ainsi, au Ier siècle ap. J.-C., le médecin Thessalos, après avoir appris la médecine dialectique, se rend-il à Diospolis (Thèbes) pour apprendre les vertus des plantes. Cet apprentissage passe pour lui par l'astrologie et par une consultation d'Asclépios, par l'intermédiaire d'un prêtre égyptien.
Comme c'est le cas pour beaucoup de métiers en Grèce antique, la médecine est une affaire de famille. Hippocrate est fils, petit-fils, père et grand-père de médecins, il appartient à cette famille des Asclépiades dans laquelle, selon Galien, « les enfants apprennent de leurs parents, dès l'enfance, à disséquer comme à lire et à écrire ». Le serment d'Hippocrate enjoint au médecin de transmettre ses connaissances à ses fils et inversement, il est considéré comme normal pour le fils d'un médecin d'opter pour le métier de son père. Les médecins sont souvent des hommes libres, ayant acquis un savoir médical théorique et pouvant recevoir le privilège d’exemption d’impôts ; il arrive aussi que des esclaves apprennent la médecine de façon empirique, en regardant faire leur maître, lui-même médecin, ou bien sur demande de leur maître qui souhaite bénéficier d'un médecin privé. Ces esclaves, que Platon appelle des aides médecins, ὑπηρέται τῶν ἰατρῶν, peuvent alors recevoir comme récompense la citoyenneté.
Contrairement à l'Égypte, la Grèce ne connaît guère que le médecin généraliste, ni la chirurgie ni la gynécologie ne sont des spécialités. Les écoles de Cos et de Cnide ont tout de même laissé respectivement des traités dans ces deux disciplines. On a connaissance d'ophtalmologistes, soignant à bases de κολλὐρια / kollúria, c'est-à-dire des emplâtres solides, moulés en forme de bâtonnets. Il existe également des dentistes, capables d'obturer les dents cariées. Enfin, les armées comportent des médecins militaires spécialisés dans le pansage des blessés, et des médecins du sport.

#### Médecins publics

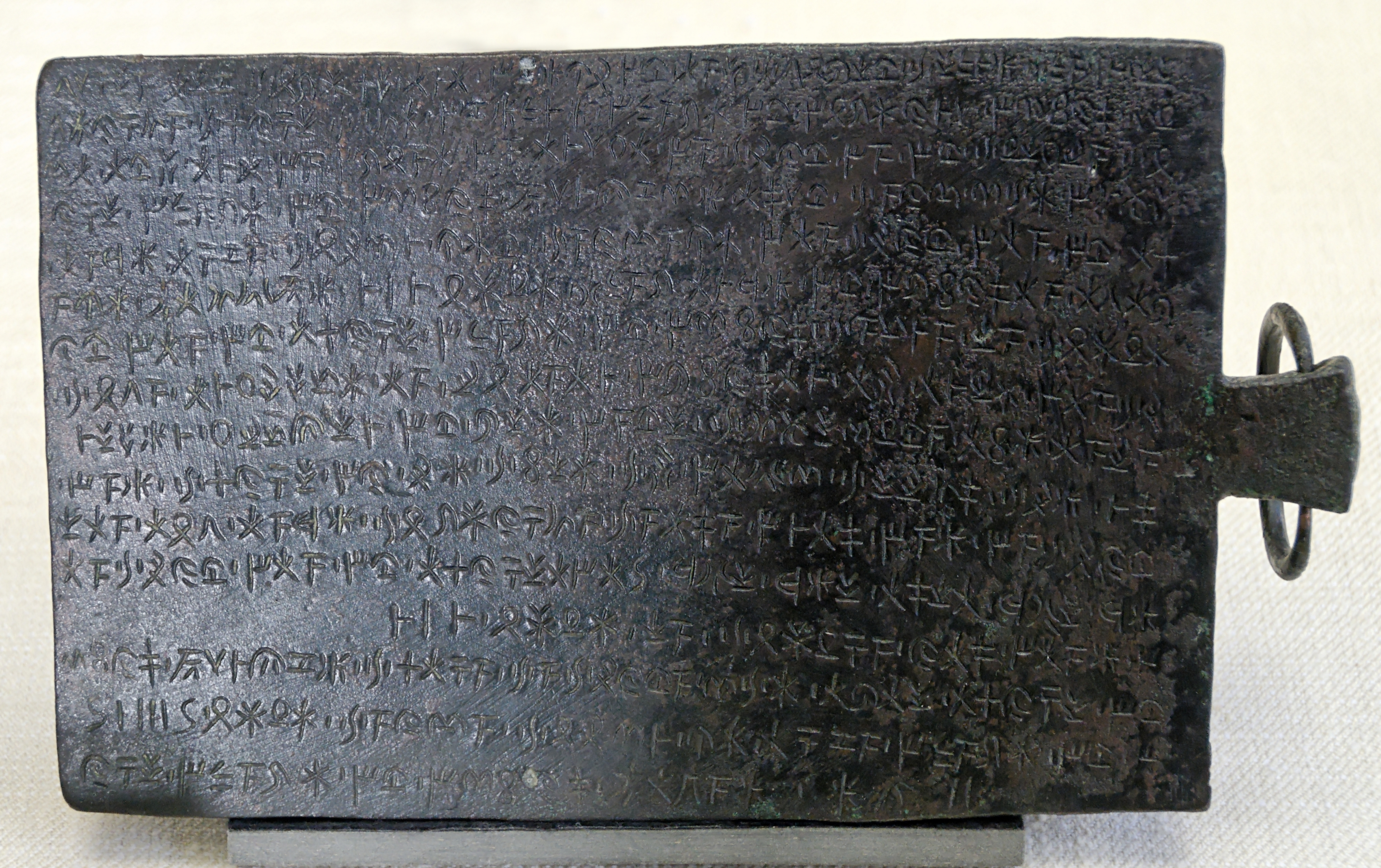
Décret du roi d'Idalion en faveur du médecin Onasilos et de ses frères, portant règlement d'honoraires pour les soins prodigués aux blessés après le siège de la ville par les Mèdes (478-470 av. J.-C.), Cabinet des médailles.

Certains médecins sont payés par la cité elle-même. Ainsi d'un médecin réputé du début du Ve siècle, Démocédès : il fait carrière d'abord à Égine, puis à Athènes et Samos, avant d'être capturé par les Perses et d'entrer au service du roi Darius Ier, qu'il guérit d'une affection au pied. En relatant cet épisode de la vie du Grand Roi, Hérodote affirme, pour la première fois dans la littérature grecque, la supériorité de la médecine grecque sur la médecine égyptienne. À Égine, Démocédès gagne un talent par an dès la seconde année, et à Athènes, cent mines. Une plaque de bronze de la même époque (cf. illustration) nous apprend également qu'un dénommé Onasilos et ses frères sont embauchés par Idalion, à Chypre, pour être médecins publics.
Le Gorgias décrit la procédure de sélection pratiquée à Athènes : il revient à l’Ecclésia d'examiner les titres des candidats et de sélectionner le plus capable. Ces derniers doivent évoquer leur formation, citer leur maître et présenter le cas de malades qu'ils ont guéris. Le sophiste Gorgias note qu'un bon orateur a plus de chances de l'emporter qu'un confrère plus compétent, mais moins beau parleur.
Le médecin recruté se voit mettre à disposition un dispensaire, ἰατρεῖον / iatreion, local servant aux consultations. Les médicaments prescrits sont remboursés par l'État grâce à un impôt spécial, le ἰατρικόν / iatrikón. De manière générale cependant, il s'agit moins de mettre en place un système de soins gratuits, à l'instar des Sécurités sociales modernes, que de disposer d'un médecin compétent toujours à portée de main, dans des cités où l'état sanitaire est souvent précaire (cf. la « peste » d'Athènes de 430-429 av. J.-C.), l'activité sismique souvent présente et où les conflits armés sont fréquents.
Les inscriptions en l'honneur de médecins publics nous permettent de savoir quelles qualités on attendait d'un tel praticien. Ainsi, une stèle de Samos datée de 201-197 av. J.-C. loue Diodoros, fils de Dioscouridès, pour s'être, lors d'un séisme, « également partagé entre tout le monde pour porter secours à tous » et « avoir placé le secours commun au-dessus de toute fatigue et de toute dépense. »

### Autres professions de santé

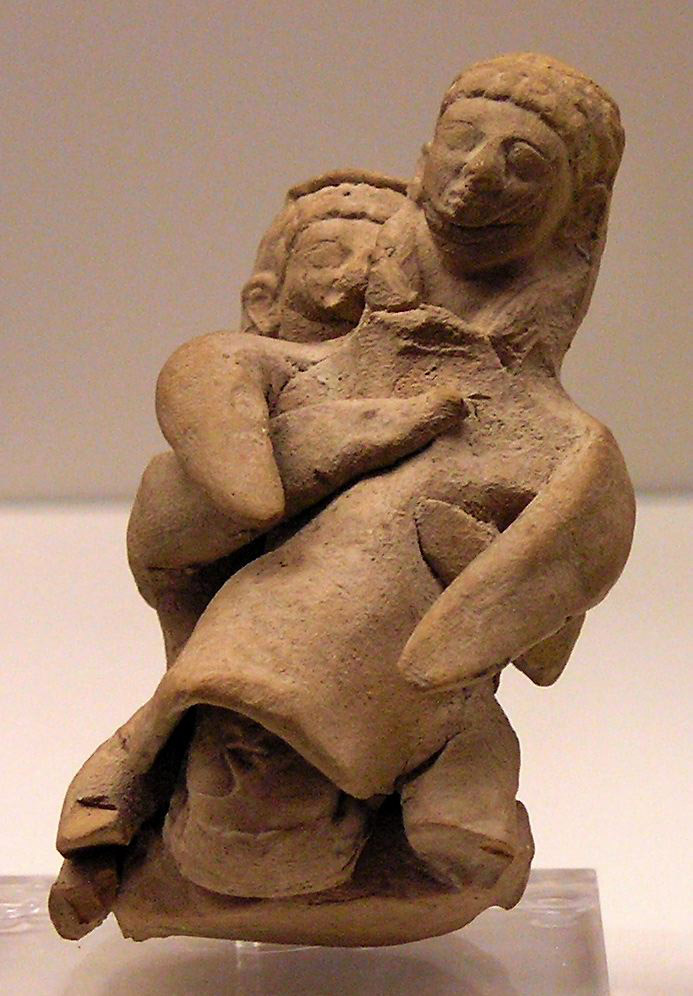
Sage-femme assistant une parturiente. Figurine en terre cuite de Chypre, début du Ve siècle av. J.-C. Musée national archéologique d'Athènes.

Les remèdes grecs étant élaborés à partir d'épices et de plantes, le pharmacien (φαρμακοπώλης / pharmakopốlês) occupe une place importante dans le système de soins, même s'il arrive que le médecin prépare ses propres remèdes. Le pharmacien prépare les médicaments prescrits par le médecin mais aussi des remèdes vendus directement. Ainsi, dans les Thesmophories (v. 504), Aristophane décrit le mari d'une femme sur le point d'accoucher courant « les boutiques en achetant des spécifiques pour hâter la délivrance. »
Une autre profession importante est celle de sage-femme. S'il existe quelques femmes médecins, les accoucheuses et infirmières sont bien plus nombreuses. Phénarète, la mère de Socrate, est sage-femme, et Socrate reprend l'accouchement comme métaphore de son art, la maïeutique.
Enfin, les pédotribes sont responsables de l'enseignement sportif au sein du gymnase. Apprenant sur le tas le plus souvent, ils sont à la fois diététiciens, masseurs et kinésithérapeutes : ils doivent prendre en charge les entorses, luxations, tendinites et autres traumatismes courants dans la pratique sportive. Certains se convertissent à la médecine à proprement parler : ainsi d'Hérodicos de Sélymbria, mentionné à plusieurs reprises par Platon.